# Polimeryzacja z addycyjno-fragmentacyjnym przeniesieniem łańcucha
Polimeryzacja z addycyjno-fragmentacyjnym przeniesieniem łańcucha (polimeryzacja RAFT) – rodzaj polimeryzacji żyjących/kontrolowanych z odwracalną dezaktywacją. Została opracowana w 1998 roku przez australijską organizację Commonwealth Scientific and Industrial Research Organization (CSIRO). Opiera się na zastosowaniu przenośnika łańcucha (CTA, ang. Chain Transfer Agent), w celu zapewnienia kontroli nad masą cząsteczkową i polidysperyjnością w czasie polimeryzacji. W polimeryzacji RAFT wykorzystuje się związki tiokarbonylotio, takie jak ditioestry, tritiowęglany, ditiowęglany czy ditiokarbaminiany, do pośredniczenia w polimeryzacji poprzez odwracalny proces przeniesienia łańcucha. Polimeryzację RAFT można stosować do projektowania polimerów o złożonej strukturze, takich jak kopolimery blokowe, polimery grzebieniowe, gwiazdowe, szczotkowe, dendrymery i polimery usieciowane.

## Mechanizm polimeryzacji RAFT
Mechanizm polimeryzacji RAFT (Rys. 1) opiera się na reakcji pomiędzy rodnikiem propagującym a środkiem przenoszącym aktywność łańcucha. Etap inicjacji i terminacji przebiegają tak samo, jak w polimeryzacji rodnikowej. W procesie inicjacji z cząsteczek inicjatora polimeryzacji powstają rodniki, które reagują z cząsteczkami monomeru, dając oligomeryczne rodniki propagujące (P
n•
). Powstałe rodniki (P
n•
) wchodzą w reakcje z cząsteczkami czynnika przeniesienia łańcucha dając nowy rodnik w wyniku addycji do wiązania C=S. Nowy rodnik ulega fragmentacji, w której poprzez rozpad jednego wiązania C-S może dojść do odtworzenia wyjściowego ditiowęglanu i otrzymania nowego rodnika (R•
). Następnie w procesie reinicjacji otrzymane rodniki (R•
) reagują z cząsteczkami monomeru dając rodniki propagujące (P
m•
). Szybkie ustalanie się równowagi dynamicznej pomiędzy aktywnymi rodnikami propagującymi (P
n•
 i P
m•
) a nieaktywnymi polimerycznymi związkami ditiowęglanów (3) zapewnia możliwość wzrostu wszystkich łańcuchów jednocześnie oraz umożliwia otrzymanie polimerów o wąskim rozkładzie mas cząsteczkowych.

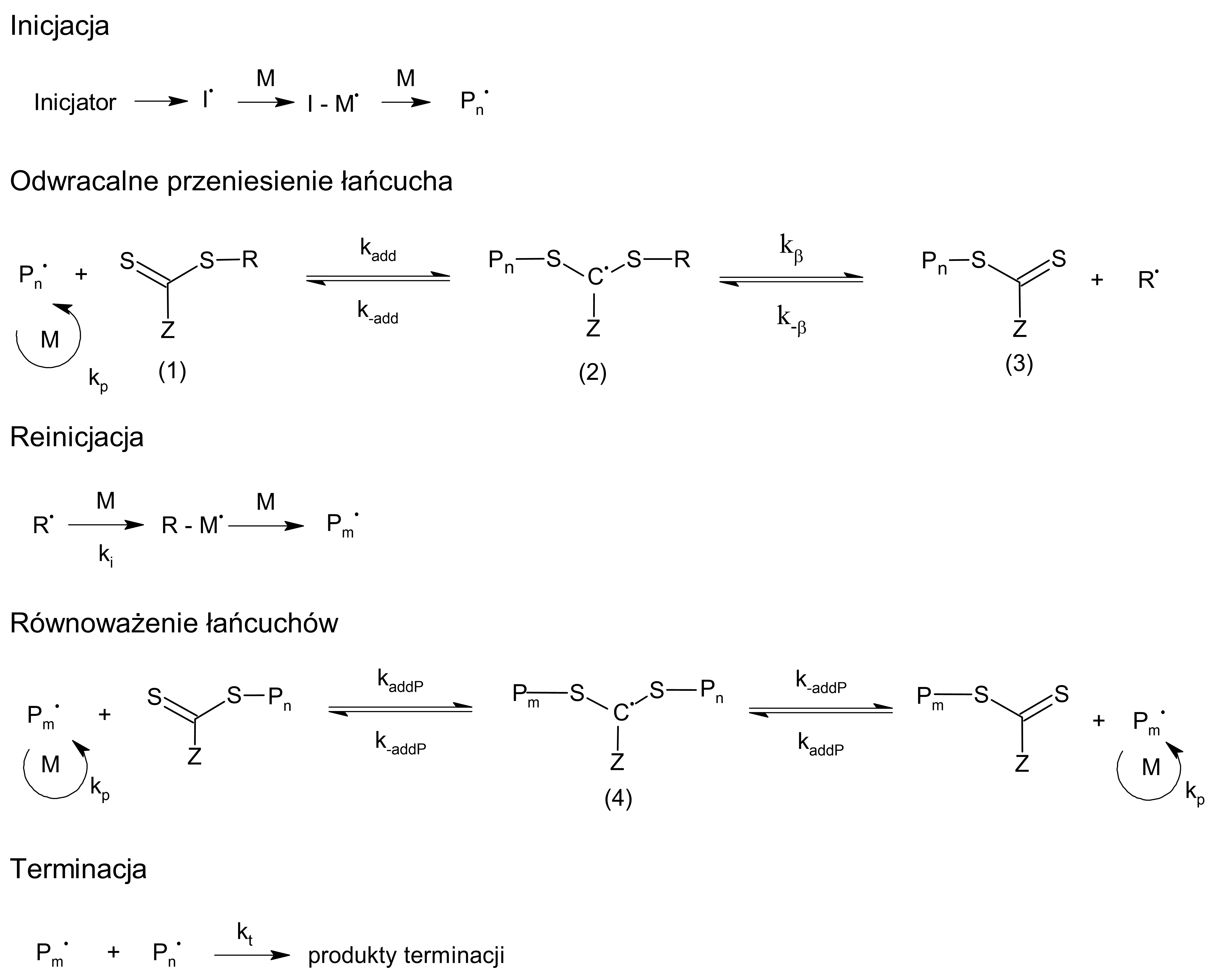
Rys.1. Mechanizm polimeryzacji RAFT

## Inicjatory stosowane w polimeryzacji RAFT
W polimeryzacji RAFT wykorzystuje się inicjatory, takie jak w polimeryzacji rodnikowej (np. fotoinicjatory lub termoinicjatory) w zakresie temperatur charakterystycznym dla polimeryzacji rodnikowej. Jedynie ilość inicjatora stosowana w polimeryzacji RAFT jest mniejsza niż w przypadku polimeryzacji rodnikowej.

## Monomery stosowane w polimeryzacji RAFT
W polimeryzacji RAFT można stosować większość monomerów polimeryzowanych metodami tradycyjnej polimeryzacji rodnikowej. Czynnik CTA toleruje w monomerze grupy funkcyjne, takie jak hydroksylowe, amidowe, trzeciorzędowe grupy aminowe, estrowe oraz karboksylowe i karboksylanowe.
Monomery wykorzystywane w polimeryzacji RAFT można podzielić na dwie klasy. Do pierwszej grupy zalicza się monomery silniej aktywowane (MAM, ang. more acitvated monomers), w których wiązanie podwójne jest sprzężone z pierścieniem aromatycznym (np. styren), grupą karbonylową (np. metakrylan metylu) lub nitrylową (np. akrylonitryl). Natomiast w monomerach słabiej aktywowanych (LAM, ang. less activated monomers) podwójne wiązanie sąsiaduje z nasyconym atomem węgla (np. chlorek diallilodimetyloamoniowy, (CH
3)
2(CH
2=CHCH
2)
2N+
Cl−
), atomem tlenu (np. octan winylu), wolną parą elektronową atomu azotu (np. N-winylopirolidon) lub heteroatomem pierścienia heteroaromatycznego (np. N-winylokarbazol).

## Czynniki przeniesienia łańcucha w polimeryzacji RAFT
W polimeryzacji RAFT jako CTA (Rys. 2) najczęściej stosuje się związki organiczne. Skuteczność zastosowanego CTA zależy od rodzaju monomeru oraz jest określona przez właściwości rodnikowej grupy opuszczającej R i aktywującej grupy Z.

Rys. 2. Wzór ogólny CTA oraz przykłady związków wykorzystywanych jako CTA w polimeryzacji RAFT

Wykorzystując współczynniki przeniesienia Ctr (Ctr = ktr/kp) i C−tr (C−tr = k−tr/kiR) można zdefiniować właściwości czynnika CTA. Stałe szybkości przeniesienia w funkcji stałych szybkości addycji (kadd i kβ) można opisać równaniami 1 i 2:
|  |  | {\displaystyle k_{tr}=k_{add}*\phi =k_{add}{{k_{\beta }} \over k_{-add}+k_{\beta }}} |  | (1) |

|  |  | {\displaystyle k_{-tr}=k_{-\beta }*(1-\phi )=k_{-\beta }{{k_{-add}} \over k_{-add}+k_{\beta }}} |  | (2) |

|  |  | {\displaystyle \phi ={{k_{\beta }} \over k_{-add}+k_{\beta }}} |  | (3) |

Współczynnik podziału (ϕ) określa skłonność rodników pośrednich do fragmentacji w kierunku substancji wyjściowych lub produktów. Skuteczność zastosowanego CTA związana jest z opuszczającą grupą R, która powinna być homolityczna w odniesieniu do rodnika propagującego (gdy ϕ > 0,5). Dla makrorodników przejściowych współczynniki przeniesienia powinny być sobie równe, a współczynnik podziału zbliżony do 0,5. Najskuteczniejsze CTA mają współczynnik przeniesienia  Ctr > 100.
Szybkość addycji rodników propagujących do wiązania tiokarbonylowego oraz szybkość fragmentacji rodników pośrednich jest kontrolowana przez grupę Z. Do najbardziej reaktywnych CTA należą ditioestry i tritiowęglany, które w sąsiedztwie grupy tiokarbonyowej zawierają atom węgla lub siarki. CTA posiadające w sąsiedztwie grupy tiokarbonylowej atom tlenu lub wolną parę elektronową azotu mają znacznie niższą reaktywność w addycji rodnikowej. Reaktywność zbliżoną do ditioestrów i tritiowęglanów wykazują ditiokarbaminiany, w których wolna para elektronowa atomu azotu znajduje się w pierścieniu aromatycznym lub w sąsiedztwie grupy karbonylowej w pozycji α.